# Ralph Metcalfe
Ralph Harold Metcalfe (Atlanta, 29 mei 1910 - Chicago, 10 oktober 1978) was een Amerikaanse atleet, die zich had toegelegd op de sprint. Hij nam tweemaal deel aan de Olympische Spelen en veroverde bij die gelegenheden vier medailles.

## Biografie

### 10,2, maar toch geen WR
Toen Metcalfe in 1932 werd afgevaardigd naar de Olympische Spelen van 1932 in Los Angeles, was hij er dat jaar in eigen land voor de eerste maal in geslaagd om op de 100 m zowel de NCAA- als de Amerikaanse titel te veroveren. Deze 'dubbel' zou hij in 1933 en 1934 herhalen. Bovendien had hij in 1932 tijdens de NCAA kampioenschappen 10,2 s laten noteren, een tijd die wel door de NCAA was geratificeerd, maar niet door de AAU of IAAF, zodat deze nooit als wereldrecord is erkend.
Nochtans kon hij in Los Angeles worden beschouwd als de belangrijkste kandidaat voor olympisch goud. Kampioen werd hij echter niet. Die eer was weggelegd voor zijn landgenoot Eddie Tolan, die hem op de streep met 3 centimeter verschil klopte. Beiden liepen 10,38 wat, omdat elektronische tijdwaarneming in die tijd nog geen algemeen gebruik was, werd afgerond tot 10,3, een evenaring dus van het bestaande wereldrecord uit 1930 van Percy Williams.
Hoe 'close' de finish van Tolan en Metcalfe op die 100 m was, beschrijft de in Los Angeles aanwezige verslaggever Jacques Goddet: "De foto’s – altijd goed voor verhitte discussies! – tonen dat Metcalfe een meter over de finish pas echt voorbij was. Filmbeelden echter, die de positie van beide renners exact in beeld brengen zoals een aankomst moet worden beoordeeld, met de as van het lichaam op de finishlijn, tonen zeer duidelijk dat Metcalfe als eerste met de borst de draad raakte, maar dat onder de gestelde voorwaarden Tolan won met een flinterdunne voorsprong!"

### Blunder met startblok
De pech bleef Metcalfe daarna in Los Angeles achtervolgen. Op de 200 m verbaasde hij vriend en vijand door, opnieuw als favoriet gestart, niet verder te komen dan de derde plaats achter zijn landgenoten Eddie Tolan (alweer) en George Simpson. Pas na afloop van de finale werd ontdekt, dat er een afschuwelijke blunder was begaan. Abusievelijk had de wedstrijdleiding Metcalfe vanaf een estafettepunt laten starten. Zodoende moest hij twee meter extra afleggen. Toen dat via foto’s werd ontdekt, waren de medailles al uitgereikt. Metcalfe zelf reageerde opvallend laconiek en wilde niets weten van een protest. "Dan had ik maar beter moeten opletten", was zijn eenvoudige reactie.
Een laatste wapenfeit in 1932 betrof een 200 m zonder bocht. Op 3 september van dat jaar kwam Ralph Metcalfe in Toronto tot 19,8. De wind had echter een handje meegeholpen en dus kon het record niet worden erkend. Het was evenwel de eerste keer, dat een 200 m binnen de 20 seconden werd gelopen.

### Titels en 200 meterrecords
In de jaren die volgden werd Metcalfe, zoals reeds vermeld, opnieuw NCAA en Amerikaans kampioen op de 100 m en liep hij deze sprintafstand in totaal zesmaal in 10,3, waarvan overigens slechts twee door de IAAF zijn erkend als wereldrecordevenaring. Ook werd hij in 1933 en 1934 indoorkampioen op de 60 m en NCAA kampioen op de 200 m, waarbij hij tot tijden kwam van 20,3, 20,4 en 20,5, die allemaal niet als wereldrecord werden erkend. Dat werd wel de 20,6 die hij in 1933 in Boedapest liep, een 200 m met een kwartbocht. Ook zijn 9,4 op de 100 yd in dat jaar was een officieel wereldrecord. Op de 200 m ten slotte veroverde hij in 1935 en 1936 de Amerikaanse titel.

### Olympische Spelen van Berlijn
Op basis van zijn prestaties in de voorafgaande jaren ging Ralph Metcalfe ook op de Spelen van 1936 als een van de favorieten voor een olympische titel van start. In Berlijn werd hij echter opnieuw door een landgenoot overvleugeld, Jesse Owens ditmaal, die met vier gouden medailles zou uitgroeien tot ster van het toernooi. Toch maakte Metcalfe zijn uitzending waar. Op de 100 m werd hij na Owens tweede in 10,4, waarna hij op de 4 x 100 m estafette samen met Owens, Foy Draper en Frank Wykoff naar het goud snelde in de wereldrecordtijd van 39,8, meer dan een seconde sneller dan de Italiaanse ploeg, die tweede werd in 41,1. 
Over de Amerikaanse ploeg, van wie Wykoff individueel nooit medailles veroverde, maar die op de estafette voor de derde achtereenvolgende maal het goud pakte, gaat het verhaal dat aanvankelijk Sam Stoller en Marty Glickman zich voor de ploeg hadden gekwalificeerd. Beide Amerikanen hadden echter een joodse achtergrond. Toen puntje bij paaltje kwam kozen de coaches Lawson Robertson en Dean Cromwell voor Owens, die na drie gouden medailles niet veel trek meer had, en Draper. Avery Brundage, voorzitter van de Amerikaanse Atletiekbond en het Amerikaans Olympisch Comité (USOC), zou hen onder druk hebben gezet. Wykoff: 'Glickman, Stoller, Metcalfe en ik hadden vooraf als estafetteploeg getraind. In mijn hart ben ik ervan overtuigd dat Stoller en Glickman om hun joodse achtergrond zijn geschrapt.' Hoe het ook zij, Glickman en Stoller, de enige twee joden uit de Amerikaanse atletiekploeg, waren tevens de enige twee die naar de Verenigde Staten terugkeerden zonder ook maar een wedstrijd te hebben gelopen.

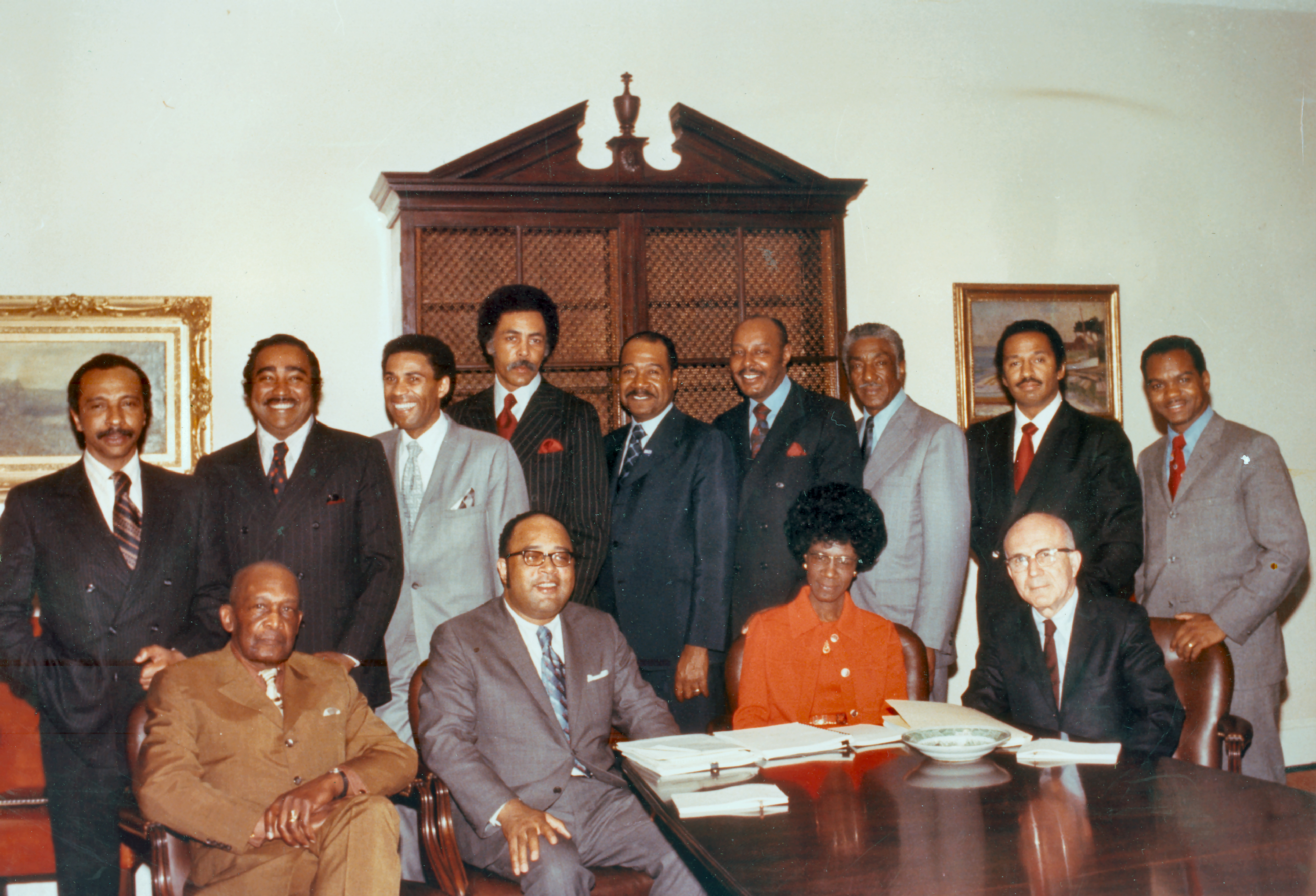
De 13 oprichters van de CBC. Staand v.l.n.r.: Parren Mitchell (MD), Charles Rangel (NY), Bill Clay, Sr. (MO), Ron Dellums (CA), George Collins (IL), Louis Stokes (OH), Ralph Metcalfe (IL), John Conyers (MI), en Walter Fauntroy (DC). Zittend v.l.n.r.: Robert Nix, Sr. (PA), Charles Diggs (MI), Shirley Chisholm (NY), en Gus Hawkins (CA).

### Politieke carrière
Nadat Ralph Metcalfe aan de universiteit van Zuid-Californië met het behalen van zijn master's degree zijn studie had afgerond, trad hij in militaire dienst en vocht hij voor zijn land in de Tweede Wereldoorlog. Na de oorlog werd hij in eerste instantie coach aan de Xavier universiteit van Louisiana en groeide hij nadien uit tot een succesvol zakenman in Chicago. In 1949 werd hij in de gemeenteraad van die stad gekozen, waarna hij in 1971 namens de Democratische Partij voor het 1e district van Illinois in het Huis van Afgevaardigden werd gekozen. Hierin had hij zitting tot zijn dood in 1978.
Metcalfe was een van de oprichters van de Congressional Black Caucus (CBC), een organisatie die de zwarte leden in het Amerikaans Congres vertegenwoordigde.

## Titels
- Olympisch kampioen 4 x 100 m – 1936
- Amerikaans kampioen 100 m – 1932, 1933, 1934
- Amerikaans kampioen 200 m – 1935, 1936
- Amerikaans indoorkampioen 60 m – 1933, 1934, 1936
- NCAA kampioen 100 m – 1932, 1933, 1934
- NCAA kampioen 200 m – 1933, 1934

## Persoonlijke records
| Onderdeel   | Prestatie       | Datum           | Plaats      |
| ----------- | --------------- | --------------- | ----------- |
| 60 m (ind.) | 6,1 s           | 1933            |             |
| 100 yd      | 9,4 s (ex-WR)   | 1933            |             |
| 100 m       | 10,38 s (ex-WR) | 1 augustus 1932 | Los Angeles |
| 200 m       | 20,6 s (ex-WR)  | 1933            | Boedapest   |

## Titels
- Olympisch kampioen 4 x 100 m estafette

## Persoonlijke records
- 100 m – 10,38 (1932)
- 200 m – 20,6 (1933)

## Palmares

### 100 m
- 1932:  OS - 10,3 s
- 1936:  OS - 10,4 s

### 200 m
- 1932:  OS - 21,5 s

### 4 x 100 m
- 1936:  OS - 39,8 s (WR)

1912: Jacobs, Macintosh, d'Arcy, Applegarth ·
1920: Paddock, Scholz, Murchison, Kirksey ·
1924: Clarke, Hussey, Leconey, Murchison ·
1928: Wykoff, Quinn, Borah, Russell ·
1932: Kiesel, Toppino, Dyer, Wykoff ·
1936: Owens, Metcalfe, Draper, Wykoff ·
1948: Ewell, Wright, Dillard, Patton ·
1952: Smith, Dillard, Remigino, Stanfield ·
1956: Murchison, King, Baker, Morrow ·
1960: Cullmann, Hary, Mahlendorf, Lauer ·
1964: Drayton, Ashworth, Stebbins, Hayes ·
1968: Greene, Pender, Smith, Hines ·
1972: Black, Taylor, Tinker, Hart ·
1976: Glance, Jones, Hampton, Riddick ·
1980: Moeravjov, Sidorov, Prokofjev, Aksinin ·
1984: Graddy, Brown, Smith, Lewis ·
1988: Bryzgin, Krylov, Moeravjov, Savin ·
1992: Marsh, Burrell, Mitchell, Lewis ·
1996: Esmie, Gilbert, Surin, Bailey ·
2000: Drummond, Williams, Lewis, Greene ·
2004: Gardener, Campbell, Devonish, Lewis-Francis ·
2008: Bledman, Burns, Callender, Thompson ·
2012: Carter, Frater, Blake, Bolt ·
2016: Powell, Blake, Ashmeade, Bolt ·
2020: Desalu, Jacobs, Patta, Tortu ·
2024: Brown, Blake, Rodney, De Grasse
- Bibliothèque nationale de France: cb18072136g (data)
- World Athletics: 14357904
- International Standard Name Identifier: 0000 0000 3135 6502
- Library of Congress Control Number: n79060194
- National Archives and Records Administration: 10582467
- Nationale Bibliotheek van Israël: 987008914564205171
- SNAC: w64k15f6
- Biographical Directory of the United States Congress: M000675
- Virtual International Authority File: 48037785